# Erythropitta kochi
La pita de Luzón (Erythropitta kochi) es una especie de ave paseriforme de la familia Pittidae endémica de la isla de Luzón, en Filipinas.

## Descripción
La pita de Luzón es un ave rechoncha de cola corta y patas relativamente largas, que mide unos 21 cm de largo y pesa alrededor de 116 g. El plumaje de sus partes superiores es principalmente pardo verdoso, con tonos anaranjados en la nuca y parte posterior del píleo, aunque su cola es azulada. Su pecho y el borde de sus alas son de color azul celeste, mientras que su abdomen es de color rojo intenso. Presenta bigoteras rosadas claras e infrabigoteras negruzcas.

## Distribución y hábitat
Se encuentra únicamente en los bosques tropicales de montaña de la isla de Luzón. Está amenazada por la pérdida de hábitat.